# Oleksіj Reznіkov
Oleksіj Jurіjovitj Reznіkov (ukrainska: Олексій Юрійович Резніков), född 18 juni 1966 i Lviv i Ukrainska SSR, är en ukrainsk jurist och politiker. Han var Ukrainas försvarsminister från 4 november 2021 till 5 september 2023. Han efterträddes av Rustem Umjerov.
Reznikov valdes till försvarsminister av det ukrainska parlamentet Verchovna Rada den 4 november 2021 med 273 röster och 74 nerlagda. Reznikov har tidigare varit minister för återförening av de tillfälligt ockuperade områdena i östra Ukraina, Donetsk och Lugansk.